# Ketewan Arachamia-Grant
Ketewan Arachamia-Grant, ang. Ketevan Arakhamia-Grant (ur. 19 lipca 1968 w Oczamczirze) – gruzińska szachistka, reprezentantka Szkocji od 2008, arcymistrzyni od 1987, posiadaczka męskiego tytuł arcymistrza od 2009 roku.

## Kariera szachowa
W roku 1986 zdobyła w Gausdal tytuł mistrzyni świata juniorek do lat 20. Wkrótce osiągnęła wybitne sukcesy, dzięki którym awansowała do ścisłej światowej czołówki. W 1987 wystąpiła po raz pierwszy w turnieju międzystrefowym w Tuzli, od razu zdobywając awans do turnieju pretendentek, który rozegrany został w roku 1988 w Ckaltubo (zajęła w nim ostatnie, VIII miejsce). W kolejnych dwóch turniejach międzystrefowych (1990 w Azowie i 1991 w Suboticy) nie wywalczyła awansu do następnego etapu walki o tytuł mistrzyni świata. Sukces ten osiągnęła w roku 1993, zwyciężając w Dżakarcie. Występ w turnieju pretendentek w Tilburgu w roku 1994 ponownie zakończył się dla niej niepomyślnie, ukończyła go bowiem na ostatnim, IX miejscu. W kolejnym cyklu eliminacyjnym po raz trzeci zdobyła awans do turnieju pretendentek, w roku 1995 triumfując w Kiszyniowie. Rozegrany w roku 1997 w Groningen turniej ukończyła na VII miejscu, najlepszym w całej jej karierze. W kolejnych latach nie osiągała już sukcesów na tak wysokim poziomie, m.in. trzykrotnie (w latach 2000, 2001 i 2006) brała udział w mistrzostwach świata rozgrywanych systemem pucharowym, ale dwukrotnie odpadała w II, a raz - w I rundzie.
W latach 1990–2002 pięciokrotnie wystąpiła na szachowych olimpiadach (w roku 1990 w drużynie ZSRR, w pozostałych latach – w reprezentacji Gruzji). Na olimpiadzie w roku 1990 uzyskała stuprocentowy wynik, wygrywając wszystkie 12 partii. W swoim dorobku posiada 9 medali: 4 drużynowe (2 złote - 1994 i 1996, 1 srebrny i 1 brązowy), 3 za indywidualne wyniki na szachownicach (1 złoty, 2 brązowe) oraz 2 za uzyskane wyniki rankingowe (oba złote). Jest również trzykrotną medalistką drużynowych mistrzostw Europy: złotą (1997) oraz dwukrotnie srebrną (1992, 2005). W latach 2008–2012 na olimpiadach trzykrotnie wystąpiła w męskiej drużynie Szkocji.
W 1996 r. wyszła za mąż za szkockiego szachistę, Jonathana Granta i zamieszkała w Edynburgu. W roku 2001 zdobyła brązowy medal na rozegranych w Warszawie indywidualnych mistrzostwach Europy kobiet. W 2003 podzieliła I miejsce (wraz z Paulem Motwani) w mistrzostwach Szkocji mężczyzn. W 2006 osiągnęła kolejny duży sukces, zajmując II miejsce (za Jonathanem Rowsonem) w otwartych mistrzostwach Wielkiej Brytanii (rozegranych w Swansea), wyprzedzając w końcowej klasyfikacji siedmiu arcymistrzów. W 2009 r. zwyciężyła w silnie obsadzonym turnieju Baltic Queens w Sankt Petersburgu.
Na liście rankingowej najwyżej klasyfikowana była w dniu 1 lipca 2009 r., posiadała wówczas 2506 punktów i zajmowała 12. miejsce na światowej liście FIDE.